# صدرات چای ز
صدرات چای ز در شهرستان شوشتر، روستای عله واقع شده و این اثر در تاریخ ۵ آذر ۱۳۸۰ با شمارهٔ ثبت ۴۲۱۵ به‌عنوان یکی از آثار ملی ایران به ثبت رسیده است.